# Motorola A1000
Il Motorola A1000 è uno Smartphone UMTS GSM basato sul sistema operativo Symbian, che utilizza l'interfaccia UIQ.
Tra le sue peculiarità ci sono: Touch screen ad alta definizione, videocamera da 1,2 megapixel, visualizzatore per documenti MS Office, browser Internet, e l'AGPS. Questo smartphone è stato lanciato nel 2004 (tre anni prima dell'iPhone).

## Caratteristiche tecniche
Dimensioni: 117x59x18,7 mm
Peso con batteria in dotazione: 160 gr
Anno di Uscita: 2004
Batteria: 1600 mAh - Litio
Kit Acquisto: Batteria, auricolare, manuale di istruzioni, stilo, caricabatteria da viaggio
Autonomia in standby: 200 ore
Autonomia in Conversazione: 3 ore

### Fotocamera
Tipologia: Doppia fotocamera integrata da 1,2 megapixel
Risoluzione: 640x480 pixel
Zoom: 4x digitale
Flash: no
Fotorubrica: si
Editor Immagini: no
Autoscatto: si
Regolazione contrasto e luminosita: si

### Videocamera
Formato: VGA
Durata: Selezionabile dall'utente
Scelta qualità: si
Regolazione luminosita: si
Risoluzione Massima: si
Videochiamata: si

## Aspetto
- Display: 208x320 pixel; 65.536 colori; touch screen PDA
- Contrasto: si
- Linee Disponibili: si
- Colore Display: 65k colori
- Dimensioni Display: 208x320 pixel
- Tastiera Retroilluminata: si